# Arctosa atroventrosa
Arctosa atroventrosa este o specie de păianjeni din genul Arctosa, familia Lycosidae. A fost descrisă pentru prima dată de Lenz, 1886.
Este endemică în Madagascar. Conform Catalogue of Life specia Arctosa atroventrosa nu are subspecii cunoscute.